# Quincieux
Quincieux település Franciaországban, Métropole de Lyon különleges státuszú nagyvárosban (métropole: nagyjából „megyei jogú város”). Lakosainak száma 3620 fő (2022. január 1.). Quincieux Massieux, Parcieux, Reyrieux, Trévoux, Ambérieux, Chasselay, Les Chères, Lucenay és Saint-Germain-au-Mont-d’Or községekkel határos.

## Népesség
A település népességének változása:
| Lakosok száma | 3295 | 3456 | 3510 | 3467 | 3480 | 3495 | 3502 | 3549 | 3620 |
|               | 2013 | 2015 | 2016 | 2017 | 2018 | 2019 | 2020 | 2021 | 2022 |